# هینز جانکشن
هینز جانکشن (به انگلیسی: Haines Junction) یک منطقهٔ مسکونی در کانادا است که در یوکان واقع شده‌است. هینز جانکشن ۶۱۳ نفر جمعیت دارد.